# Nowy Folwark (województwo pomorskie)
Nowy Folwark (niem. Neu Vorwerk) – osada w Polsce położona w województwie pomorskim, w powiecie sztumskim, w gminie Stary Dzierzgoń. Wieś wchodzi w skład sołectwa Folwark.
W latach 1975–1998 miejscowość administracyjnie należała do województwa elbląskiego.
Wieś wzmiankowana w dokumentach z około roku 1400, jako wieś pruska na 29 włókach. Pierwotna nazwa Voyts Vorwerk. W roku 1782 we wsi odnotowano 39 domów (dymów), natomiast w 1858 w 35 gospodarstwach domowych było 336 mieszkańców. W latach 1937–1939 było 459 mieszkańców. W roku 1973 jako majątek Nowy Folwark należał do powiatu morąskiego, gmina i poczta Stary Dzierzgoń.